# Harlekijngrassluiper
De harlekijngrassluiper (Amytornis barbatus) is een zangvogel uit de familie Maluridae (elfjes).

## Verspreiding en leefgebied
Deze soort is endemisch in Australië en telt twee ondersoorten:
- A. b. barbatus: Grensgebied van zuidwestelijk Queensland en noordwestelijk New South Wales.
- A. b. diamantina: Grensgebied van zuidwestelijk Queensland en noordoostelijk Zuid-Australië.